# Stegana sibirica
Stegana sibirica är en tvåvingeart som först beskrevs av Oswald Duda 1934.  Stegana sibirica ingår i släktet Stegana och familjen daggflugor. Inga underarter finns listade i Catalogue of Life.